# Lê Văn Vọng
Lê Văn Vọng (sinh năm 1947) là nhà thơ, nhà văn Việt Nam, được tặng Giải thưởng Nhà nước về Văn học Nghệ thuật vào năm 2022.      

## Tiểu sử
Lê Văn Vọng sinh ngày 1 tháng 1 năm 1947 tại xã Hải Châu, huyện Tĩnh Gia, tỉnh Thanh Hóa. 
Lê Văn Vọng gia nhập quân đội năm 1965. Ông đã chiến đấu 10 năm ở chiến trường miền Đông Nam bộ và đã hai lần được trao tặng huy hiệu Dũng sỹ diệt Mỹ và Dũng sỹ diệt xe cơ giới.
Năm 1977, ông về công tác tại Tổng cục Chính trị. Năm 1979, ông đi học Trường Viết văn Nguyễn Du, ra trường về làm việc tại Điện ảnh Quân đội cho đến khi nghỉ hưu.
Ông là hội viên Hội Nhà văn Việt Nam từ năm 1990; hội viên Hội Nhà báo Việt Nam; hội viên Hội Điện ảnh Việt Nam.

## Sự nghiệp
Lê Văn Vọng đến với văn chương khá sớm, bài thơ đầu tiên của ông được in năm 1969. Ông là tác giả nhiều tập thơ và tiểu thuyết: Cánh rừng và ngọn gió (in chung, 1982); Đến với tình yêu (1984); Mía ngọt cho ai (2004); Cơn lốc xanh (trường ca, 2002); Văn xuôi: Nợ trần gian, Có một người con gái, Đêm trắng, Thung lũng cánh diều, Năm tháng chưa xa, Hạt mưa xuân (2009); “Nhịp cầu” (tiểu thuyết)… và nhiều kịch bản điện ảnh đã được dựng thành phim.
Lê Văn Vọng được trao tặng nhiều giải thưởng văn học: Giải nhất Hội Văn học nghệ thuật thành phố Hồ Chí Minh năm 1976-1977 với tập thơ Người của hôm nay; Giải thưởng 5 năm Bộ Quốc phòng (2000-2005) với tập thơ Mía ngọt cho ai; Giải thưởng Sông Mê Kông 2016 và 2018; Giải thưởng 5 năm Bộ Quốc phòng (2015-2019).
Năm 2022, ông được tặng Giải thưởng Nhà nước về Văn học Nghệ thuật với các tác phẩm: Năm tháng chưa xa (truyện ký); Nhịp cầu (tiểu thuyết).

## Tác phẩm chính

### Thơ
- Cánh rừng và ngọn gió (in chung, 1982);
- Đến với tình yêu (1984);
- Mía ngọt cho ai (2004);
- Cơn lốc xanh (trường ca, 2002);
- Nhặt nắng gieo mùa (tập thơ, 2017);
- Tuyển thơ Lê Văn Vọng (2019).

### Văn xuôi
- Nợ trần gian,
- Có một người con gái,
- Đêm trắng,
- Thung lũng cánh diều,
- Năm tháng chưa xa (truyện ký);
- Hạt mưa xuân (2009);
- Chưa đến mùa thu (tập truyện ngắn, 2015);
- Nhịp cầu (tiểu thuyết, 2018);

Nguồn: 

## Vinh danh
- Giải thưởng Nhà nước về Văn học Nghệ thuật năm 2022.

### Giải thưởng văn học
- Giải nhất Hội Văn học nghệ thuật thành phố Hồ Chí Minh năm 1976-1977;
- Giải thưởng 5 năm Bộ Quốc phòng (2000-2005);
- Giải thưởng Sông Mê Kông 2016, 2018;
- Giải thưởng 5 năm Bộ Quốc phòng (2015-2019).